# Automeris amanda
Automeris amanda är en fjärilsart som beskrevs av William Schaus 1900. Automeris amanda ingår i släktet Automeris och familjen påfågelsspinnare. Inga underarter finns listade i Catalogue of Life.